# سيباستيان فرنك
سيباستيان فرنك (بالألمانية: Sebastian Franck)‏ هو مترجم وكاتب ألماني، ولد في 20 يناير 1499 في دوناوفورت في ألمانيا، وتوفي في 1543 في بازل في سويسرا.

## وصلات خارجية
- سيباستيان فرنك على موقع الموسوعة البريطانية (الإنجليزية)
- سيباستيان فرنك على موقع إن إن دي بي (الإنجليزية)